# Les plus belles chansons d'amour
Les plus belles chansons d'amour è una raccolta dei primi successi francofoni della cantante canadese Céline Dion, pubblicata in Giappone il 3 febbraio 2004.

## Descrizione
È stato distribuito senza alcuna promozione con brani della Dion del periodo 1982-88 (prima del cambio di look e stile) già presenti in molti altri greatest hits.

## Successo
Ha venduto circa 100,000 copie nel mondo.

## Tracce
| #        | Titolo                            | Autori                                          | Lunghezza |
| Disc one | Disc one                          | Disc one                                        | Disc one  |
| -------- | --------------------------------- | ----------------------------------------------- | --------- |
| 1.       | "Mon ami m'a quittée"             | E. Marnay, C. Loigerot, T. Geoffroy             | 3:05      |
| 2.       | "Les chemins de ma maison"        | E. Marnay, A. Bernard, P. Lemaitre              | 4:16      |
| 3.       | "Trois heures vingt"              | E. Marnay, P. Greedus, B. Blue                  | 3:41      |
| 4.       | "Les oiseaux du bonheur"          | E. Marnay, A. Popp                              | 3:28      |
| 5.       | "Tellement j'ai d'amour pour toi" | E. Marnay, H. Giraud                            | 3:01      |
| 6.       | "La dodo la do"                   | E. Marnay, C. Gaubert                           | 3:06      |
| 7.       | "En amour"                        | E. Marnay, C. Loigerot, T. Geoffroy             | 3:20      |
| 8.       | "Je ne veux pas"                  | E. Marnay, R. Musumarra                         | 4:06      |
| 9.       | "Trop jeune à dix-sept ans"       | E. Marnay, D.B. Bembo, M. Giacomelli, S. Bardot | 4:54      |
| 10.      | "Paul et Virginie"                | E. Marnay, C. Loigerot, T. Geoffroy             | 3:23      |
| 11.      | "La religieuse"                   | D. Barbelivien                                  | 3:32      |
| 12.      | "Ne partez pas sans moi"          | N. Martinetti, A. Sereftug                      | 3:07      |
| 13.      | "La voix du bon Dieu"             | E. Marnay, S. Dumont                            | 3:22      |
| 14.      | "C'est pour toi"                  | E. Marnay, F. Orenn                             | 4:07      |
| 15.      | "Du soleil au cœur"               | A. Popp, J.C. Massoulier                        | 2:46      |
| 16.      | "Comment t'aimer"                 | E. Marnay, R. Musumarra                         | 4:00      |
| 17.      | "C'est pour vivre"                | E. Marnay, A. Popp                              | 4:04      |